# Handrij Zejler
Handrij Zejler   (Salzenforst/Słona Boršć, 1 de febrer de 1804 - Lohsa, 15 d'octubre de 1872) Fou un escriptor i patriota sòrab, que estudià teologia i compongué l'himne sòrab Hisce Serbstvo Nyezhubjene (Soràbia no ha mort encara). El 1867 amb Jan Arnošt Smoler van representar els serbolusacians al Congrés Eslau de Moscou, on van fer amistat amb l'eslovac Ludevit Štur, amb el txec Palacky, el serbi Milutinović i amb el rus Kučarskij, però d'on no van treure cap projecte polític concret. Alhora, va compondre la Kurzgefasste Grammatik der Sorbe-Wendischen sprache nachcem Budissiner dialekte.

## Obres
- Počasy (Estacions, 1859)
- Serbske basnje (Poemes sòrabs, 1855)
- Krótke kerluse a spewancka za Serbske sule (Breus himnes eclesiàstics i llibre de càntics per a les escoles sòrabes, 1842)
- Zhromadzene spisy (Escrits selectes, 1891)